# جيف كوك (موسيقي)
جيف كوك (بالإنجليزية: Jeff Cook)‏ هو موسيقي وكاتب أغاني أمريكي، ولد في 27 أغسطس 1949 في فورت باين في الولايات المتحدة.

## وصلات خارجية
- جيف كوك على موقع IMDb (الإنجليزية)
- جيف كوك على موقع ميوزك برينز (الإنجليزية)
- جيف كوك على موقع ديسكوغز (الإنجليزية)
- جيف كوك على موقع قاعدة بيانات الفيلم (الإنجليزية)